# Antonín Reinwart
Antonín Reinwart (16. ledna 1856 Líté u Plzně — 15. října 1929 Praha) byl český tiskař, nakladatel a knihkupec, veřejný a spolkový činitel, c. k. komerční rada, vydavatel národhohospodářské literatury, posléze konzul Bulharského království pro Země české. Od roku 1881 provozoval na Novém Městě v Praze své knihkupectví a nakladatelství v domě ve Vodičkově ulici, pro které si nechal mezi lety 1884 až 1886 postavit dva neorenesanční domy. Účastnil se též veřejného života a rovněž spolupráce s východoslovanskými a jihoslovanskými vlastenci. Byl oceňován jako úspěšný podnikatel, vlastenec a filantrop. Působil také jako starosta Černošic.

## Život

### Mládí a podnikání

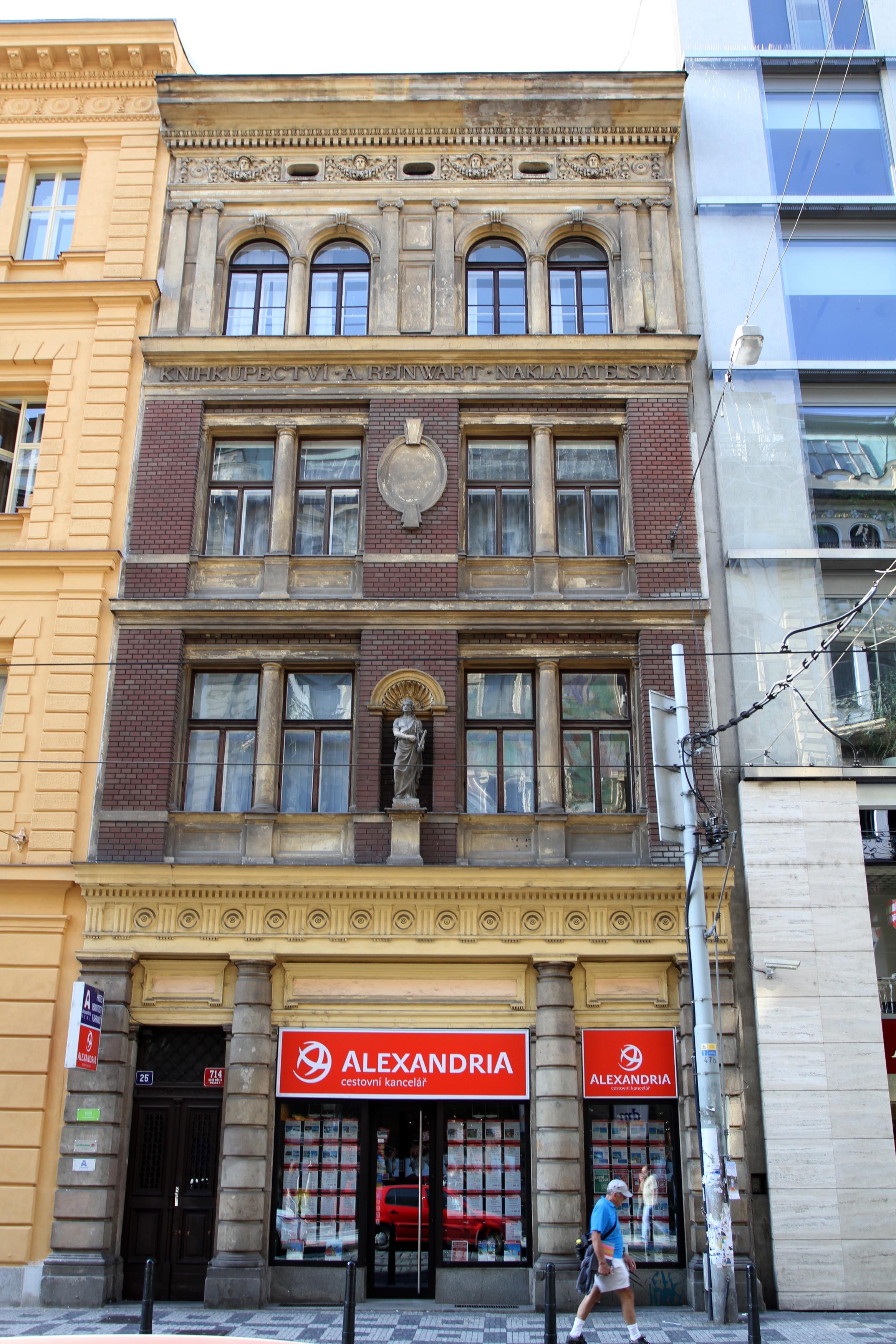
Dům nakladatelství A. Reinwart, postavený mezi lety 1884 až 1886 podle návrhu architekta Jana Vejrycha

Narodil se roku 1856 v Lítém, malé vesnici nedaleko Plas, asi 30 kilometrů severně od Plzně. Vystudoval reálku v Plzni, žil ve Stříbře. V Praze se vyučil, od roku 1881 provozoval malé knihkupectví, později rozšířené na nakladatelství. Okolo roku 1884 až 1886 si nechal postavit sídelní dům podniku ve Vodičkově ulici čp. 25 architektem a stavitelem Janem Vejrychem (ve spolupráci), na které navázal rohový nájemní dům na nároží s pozdější Palackého ulicí. Od roku 1885 je uváděn jako pražský měšťan. Orientoval se od počátku primárně na prodej a vydávání českých knih a literatury, zejména pak hospodářských publikací a kalendářů. Roku 1888 převzal po Hynku Tittlovi vydávání časopisu Hospodář českoslovanský, nejstaršího českého národohospodářského časopisu.
Záhy se jeho nakladatelství začalo orientovat rovněž na překlady děl z východoslovanských a jihoslovanských jazyků, například z polštiny, ruštiny, srbochorvatštiny či bulharštiny. Reinwart se sám aktivně v rámci Svazu cizineckého pro království České účastnil spolupráce s dalšími evropskými slovanskými vlastenci, vedle vydávání literatury se rovněž podílel např. na organizaci výstav v Bulharském království. Za svou práci byl bulharským carem vyznamenán Řádem svatého Alexandra a jmenován bulharským konzulem pro české země.

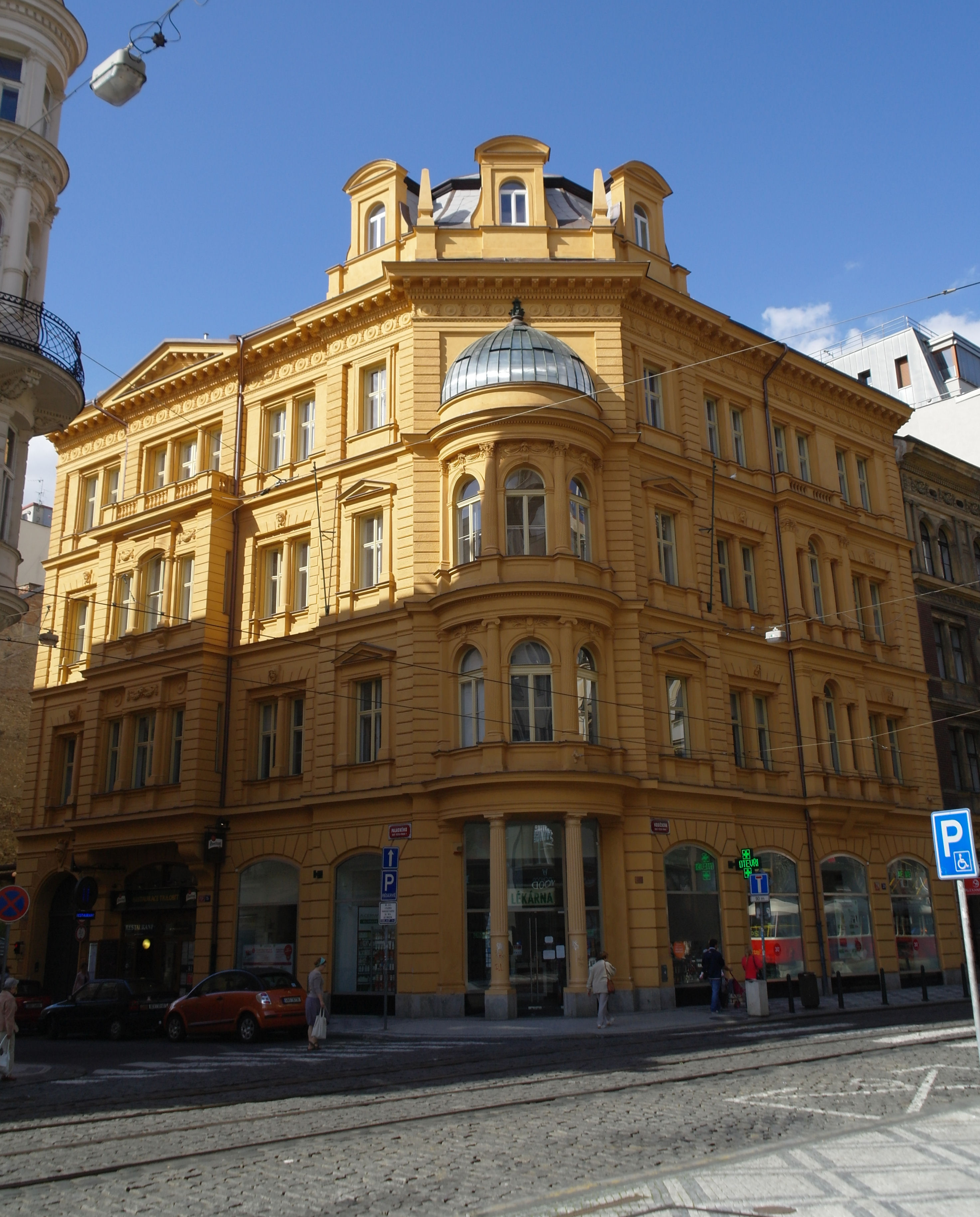
Reinwartův nájemní dům, Vodičkova 23/Palackého 15, Praha

Působil rovněž jako jednatel Zemského včelařského spolku. Podílel se na zřízení knihkupeckého grémia a stál u zrodu gremiální knihkupecké školy, prvního takového ústavu pro knihkupce v Evropě.
Za své zásluhy o rozvoj hospodářství mu byl roku 1897 císařem Františkem Josefem I. udělen Záslužný kříž s korunou. Roku 1902 pak obdržel titul c.k. komerční rada. Vlastnil letní sídlo v Černošicích nedaleko Prahy, kde střídavě pobýval. Posléze byl zvolen zdejším starostou.

### Úmrtí
Antonín Reinwart zemřel 15. října 1929 v Horních Černošicích ve věku 75 let. Byl pohřben do rodinné hrobky na Olšanských hřbitovech v Praze.
Z druhého manželství měl syna Alberta.